# Albion Marku
Albion Marku (Rrëshen, 14 ottobre 2000) è un calciatore albanese, difensore svincolato.

## Carriera

### Club
Il 29 agosto 2022 viene acquistato a titolo definitivo per 60.000 euro dalla squadra albanese della Dinamo Tirana.

### Nazionale
Il 26 ottobre 2022 ha debuttato con la nazionale albanese giocando da titolare nella partita amichevole terminata 1-1 contro l'Arabia Saudita.

## Statistiche

### Presenze e reti nei club
Statistiche aggiornate al 14 marzo 2025.
| Stagione        | Squadra             | Campionato      | Campionato | Campionato | Coppe nazionali | Coppe nazionali | Coppe nazionali | Coppe continentali | Coppe continentali | Coppe continentali | Altre coppe | Altre coppe | Altre coppe | Totale | Totale |
| Stagione        | Squadra             | Comp            | Pres       | Reti       | Comp            | Pres            | Reti            | Comp               | Pres               | Reti               | Comp        | Pres        | Reti        | Pres   | Reti   |
| --------------- | ------------------- | --------------- | ---------- | ---------- | --------------- | --------------- | --------------- | ------------------ | ------------------ | ------------------ | ----------- | ----------- | ----------- | ------ | ------ |
| gen.-giu. 2020  | Laçi                | KS              | 10         | 1          | CA              | 0               | 0               | UEL                | -                  | -                  | -           | -           | -           | 10     | 1      |
| 2020-2021       | Laçi                | KS              | 31         | 1          | CA              | 3               | 0               | UEL                | 3                  | 0                  | -           | -           | -           | 37     | 1      |
| Totale Laçi     | Totale Laçi         | Totale Laçi     | 41         | 2          |                 | 3               | 0               |                    | 3                  | 0                  |             | -           | -           | 47     | 2      |
| ago.-set. 2021  | Lokomotiva Zagabria | 1. HNL          | 1          | 0          | CC              | 0               | 0               | -                  | -                  | -                  | -           | -           | -           | 1      | 0      |
| 2021-2022       | Partizani Tirana    | KS              | 33         | 0          | CA              | 6               | 0               | UECL               | -                  | -                  | -           | -           | -           | 39     | 0      |
| 2022-2023       | Teuta               | KS              | 34         | 2          | CA              | 8               | 0               | -                  | -                  | -                  | -           | -           | -           | 42     | 2      |
| 2023-2024       | Dinamo City         | KS              | 32         | 0          | CA              | 2               | 1               | -                  | -                  | -                  | -           | -           | -           | 34     | 1      |
| 2024-2025       | Győri ETO           | NB1             | 19         | 1          | CU              | 1               | 0               | -                  | -                  | -                  | -           | -           | -           | 20     | 1      |
| Totale carriera | Totale carriera     | Totale carriera | 160        | 5          |                 | 20              | 1               |                    | 3                  | 0                  |             | -           | -           | 183    | 6      |

### Cronologia presenze e reti in nazionale
| Cronologia completa delle presenze e delle reti in nazionale ― Albania | Cronologia completa delle presenze e delle reti in nazionale ― Albania | Cronologia completa delle presenze e delle reti in nazionale ― Albania | Cronologia completa delle presenze e delle reti in nazionale ― Albania | Cronologia completa delle presenze e delle reti in nazionale ― Albania | Cronologia completa delle presenze e delle reti in nazionale ― Albania | Cronologia completa delle presenze e delle reti in nazionale ― Albania | Cronologia completa delle presenze e delle reti in nazionale ― Albania |
| Data                                                                   | Città                                                                  | In casa                                                                | Risultato                                                              | Ospiti                                                                 | Competizione                                                           | Reti                                                                   | Note                                                                   |
| ---------------------------------------------------------------------- | ---------------------------------------------------------------------- | ---------------------------------------------------------------------- | ---------------------------------------------------------------------- | ---------------------------------------------------------------------- | ---------------------------------------------------------------------- | ---------------------------------------------------------------------- | ---------------------------------------------------------------------- |
| 26-10-2022                                                             | Abu Dhabi                                                              | Arabia Saudita                                                         | 1 – 1                                                                  | Albania                                                                | Amichevole                                                             | -                                                                      | 46’                                                                    |
| Totale                                                                 |                                                                        | Presenze                                                               | 1                                                                      |                                                                        | Reti                                                                   | 0                                                                      |                                                                        |